# 河口镇 (兰州市)
河口镇，是中华人民共和国甘肃省兰州市西固区下辖的一个乡镇级行政单位。
2015年4月27日，甘肃省民政厅批复同意撤销河口乡，设立河口镇。

## 行政区划
河口镇下辖以下地区：
河口村、青杨村、石圈村、岗镇村、咸水村、八盘村、张家台村、大滩村和河口社区。

## 中国传统村落
2012年，河口村被评为首批“中国传统村落”。